# Kathleen Edwards
Kathleen Edwards, ur. 11 lipca 1978 w Ottawa) – kanadyjska wokalistka i twórczyni tekstów piosenek.

## Dyskografia

### Albumy
- 2003: Failer
- 2005: Back to Me
- 2008: Asking for Flowers
- 2012: Voyageur

### Single
- 2003: „Six O'Clock News”
- 2003: „One More Song the Radio Won't Like”
- 2004: „Hockey Skates”
- 2005: „Back to Me”
- 2005: „In State”
- 2008: „I Make the Dough, You Get the Glory"
- 2008: „The Cheapest Key”
- 2011: „Change the Sheets”